# Йохан Хайнрих Шенк фон Шмидбург
Йохан Хайнрих Шенк фон Шмидбург (на немски: Johann Heinrich Schenk von Schmidburg; * 1556; † 22 юли 1613) е шенк на Шмидбург в Хунсрюк в Рейнланд-Пфалц.
Той е син на Фридрих Шенк фон Шмидбург (1529 – 1567) и съпругата му Магдалена фон Динхайм (1531 – 1586). Потомък е на Гизелберт фон Шмидбург, който е споменат в документи през 1263 г.
Фамилията на шенките фон Шмидбург през 1658 г. е издигната на фрайхерен.

## Фамилия
Йохан Хайнрих Шенк фон Шмидбург се жени на 9 април 1583 г. за Кристина Елизабет фон Хунолщайн († 19 декември 1602), дъщеря на фогт Йохан IV фон Хунолщайн (1532 – 1579) и съпругата му Елизабет фон Хаген-Мотен (1540 – 1602), дъщеря на Каспар фон Хаген-Бушфелд († 1561) и Мария Барбара фон Щайнкаленфелс († сл. 1552). Те имат децата:
- Никлас Шенк фон Шмидбург († 4 май 1644), женен I., на 25 юни 1629 г. за Мария Фрай фон Дерн (1609 – 1655), II. за 	Мария Салома фон и цу Елтц
- Филип Вилхелм Шенк фон Шмидбург, женен на 22 ноември 1625 г. за Мария Елизабет фон Флекенщайн (* 14 март 1600)